# Liste der Markgrafen der Provence
Die Liste der Markgrafen der Provence enthält alle Herrscher der hochmittelalterlichen Markgrafschaft Provence im Südosten des heutigen Frankreich. Die 993 geschaffene Markgrafschaft war damals Teil des römisch-deutschen Reiches. Sie wurde bis 1062 von Markgrafen aus dem Hause Provence regiert, fiel danach an das Haus Toulouse und wurde 1271 mit der französischen Krondomäne vereinigt.

## Liste der Markgrafen
| Name           | Familie     | Amtszeit  | Anmerkungen                          |
| -------------- | ----------- | --------- | ------------------------------------ |
| Guillaume I.   | Provence    | 979–993   | Sohn Bosons II.                      |
| Roubaud I.     | Provence    | 993–1008  | Bruder des Vorgängers                |
| Roubaud II.    | Provence    | 1008–1014 | Sohn des Vorgängers                  |
| Guillaume II.  | Provence    | 1014–1037 | Sohn des Vorgängers                  |
| Emma           | Provence    | 1037–1062 | Schwester des Vorgängers             |
| Bertrand I.    | Raimundiner | 1062      | Sohn der Vorgängerin                 |
| Guillaume III. | Raimundiner | 1062–1094 | Neffe des Vorgängers und Enkel Emmas |
| Raymond I.     | Raimundiner | 1088–1105 | Bruder des Vorgängers                |
| Bertrand II.   | Raimundiner | 1096–1108 | Sohn seines Vorgängers               |
| Alphonse I.    | Raimundiner | 1108–1148 | Bruder seines Vorgängers             |
| Raymond II.    | Raimundiner | 1148–1194 | Sohn seines Vorgängers               |
| Raymond III.   | Raimundiner | 1194–1222 | Sohn seines Vorgängers               |
| Raymond IV.    | Raimundiner | 1222–1249 | Sohn seines Vorgängers               |
| Jeanne         | Raimundiner | 1249–1271 | Tochter des Vorgängers               |
| Alphonse II.   | Kapetinger  | 1249–1271 | Ehemann Jeannes                      |